# شستشو (عکاسی)
شستشو یا شست‌وشو در عکاسی یکی از مهم‌ترین بخش‌ها، از ظهور فیلم و چاپ عکس است. چرا که باقی‌ماندن بخشی، حتی بسیار کم از داروهای ظهور، مخصوصاً داروی ثبوت (سدیم هیپو سولفیت) در امولسیون، ممکن است باعث زوال و نابودی تصویر شود.

## اشکالات هیپو
یکی از اشکالات عمدهٔ استفاده از تیو سولفات به‌عنوان داروی ثبوت، خروج خیلی کند آن از امولسیون، در طی عمل شستشوست.
اگر فیلم یا کاغذ به اندازهٔ کافی شسته نشوند، مقداری از داروی ثبوت در امولسیون باقی مانده، و چون هیپو خاصیت رنگ‌بری دارد، می‌تواند به‌آرامی باعث سفید شدن یا ایجاد لکه در تصویر عکاسی گردد.
در چاپ کاغذهای کنتراست بالا که پایهٔ فیبری دارند، ممکن است یک دوره شستشوی مداوم ۴۰دقیقه‌ای با آب سرد و تمیز لازم باشد. برای کاغذهای دارای پوشش رزینی، شستشوی کمتر از ۲ دقیقه، در آب گرم کافی است. شستشو با داروی ازبین‌برندهٔ آثار هیپو، روند شستشو را سریع‌تر خواهد کرد.

## مواد سخت‌کنندهٔ ژلاتین و شستشو
در صورتی است که از داروی ثبوت محتوی مواد سخت‌کنندهٔ ژلاتین استفاده نکرده‌باشیم، یک راه‌کار سریع، صرفه‌جویانه و کارساز در شستشوی فیلم ثابت‌شده، استفاده از روش تانک مارپیچ «ایلفورد» است:
1. پرکردن تانک ظهور با آبی هم‌دما (۵+/- درجهٔ سانتیگراد) با داروی ثبوت، برای جلوگیری از مشبک شدن نگاتیو؛
2. بعد از ۵ بار سر و ته کردن، تانک را خالی می‌کنیم؛
3. دوباره تانک را پر کرده، بعد از ۱۰ بار سر و ته کردن، آن را به‌طور کامل تخلیه می‌کنیم؛
4. دوباره تانک را پر کرده، بعد از ۲۰ بار سر و ته کردن، آن را به‌طور کامل تخلیه می‌کنیم.

حالا فیلم شسته شده و آماده است.

## اصول کارهای تاریکخانه‌ای
اکثراً در کارهای تاریکخانه، شستشوی فیلم به مدت ۳۰ دقیقه یا بیشتر، با آب جاری، یا با حداقل سه بار تعویض آب تانک در طی ۳۰ دقیقه، توصیه شده‌است. البته این در صورتی است که از داروی ثبوت محتوی مواد سخت‌کنندهٔ ژلاتین استفاده نکرده‌باشیم، این همه شستشو لازم نیست.
شستن بیش از حد فیلم زمانی بسیار مهم است که قصد آرشیو طولانی‌مدت را داشته‌باشیم، کاهش تیو سولفات تا غلظت‌های بسیار کم، یک اثر سودمند بر ثبات فیلم در آرشیوهای طولانی‌مدت خواهد داشت.